# کریستین کلمبو نیلسن
کریستین کلمبو نیلسن (انگلیسی: Christine Colombo Nilsen؛ زادهٔ ۳۰ آوریل ۱۹۸۲) بازیکن فوتبال اهل نروژ است.
از باشگاه‌هایی که در آن بازی کرده‌است می‌توان به باشگاه فوتبال المپیک لیون و باشگاه فوتبال زنان المپیک لیون اشاره کرد.
وی همچنین در تیم‌های ملی فوتبال Norway women's national under-17 football team, Norway women's national under-18 football team, Norway women's national under-21 football team، و زنان نروژ بازی کرده‌است.